# (20003) Andorfer
(20003) 1991 EX2 est un astéroïde de la ceinture principale d'astéroïdes découvert en 1991.

## Description
(20003) 1991 EX2 a été découvert le 11 mars 1991 à l'observatoire de La Silla, au Chili, par Henri Debehogne.

### Caractéristiques orbitales
L'orbite de cet astéroïde est caractérisée par un demi-grand axe de 2,26 UA, un périhélie de 2,25 UA, une excentricité de 0,00 et une inclinaison de 8,04° par rapport à l'écliptique. Du fait de ces caractéristiques, à savoir un demi-grand axe compris entre 2 et 3,2 UA et un périhélie supérieur à 1,666 UA, il est classé, selon la JPL Small-Body Database, comme objet de la ceinture principale d'astéroïdes.

### Caractéristiques physiques
(20003) 1991 EX2 a une magnitude absolue (H) de 14,6 et un albédo estimé à 0,035.